# Військовики мая
Військовики мая — очільники військових підрозділів, що відзначилися за час існування держав мая в класичний та післякласичний періоди. Переважно ними були власне священні ахави (царі) або халач-вінікі, що були фактичними або номінальними очільниками армій. Більшість військовиків відомі як бранці (їх позначали людина з певного царства) переможнів-ахавів. Лише в період послаблення царської влади або регентства військо очолювали представники знаті на посаді йахавк'ак' («володар вогню»). Більшість з них відомі завдяки успішним походам.

## Класичний період
- Туун-К'аб-Хіш — ахав Кануля
- Ут-Чаналь — ахав Кануля
- Йукноом-Ч'еєн II — ахав Кануля
- К'ініч-Ханааб-Пакаль I — ахав Баакуля
- Чак-Сууц' — йахавк'ак' царства Баакуль
- Баахлах-Чан-К'авііль — ахав Південного Мутуля
- К'авііль-Чан-K'ініч — ахав Південного Мутуля
- Чак-Ток-Іч'аахк III — ахав Мутуля
- Хасав-Чан-К'авііль I — ахав Мутуля
- Їхк'ін-Чан-К'авііль — ахав Мутуля
- К'ініч-Татб'у-Холь II — ахав Па'чану
- Яшун-Б'алам III — ахав Па'чану
- Іцамнаах-Б'алам III — ахав Па'чану
- Іцамнаах-Б'алам IV  — ахав Па'чану
- Чаналь-Балам — ахав Тамаріндіто
- К'ак'-Тілів-Чан-Чаак — ахав Сааля
- Іцам-К'ан-Ак III — ахав Йокіба
- К'ак'-Тілів-Чан-Йо'паат — ахав Цу'со
- К'ан II — ахав К'анту
- К'ініч-Б'аакналь-Чаак — ахав Попо'
- Кініч-Чапаат — ахав Попо'
- Ах-Ч'анаах — йахавк'ак' царства Попо'
- Яхав-Чан-Муваахн II — ахав Шукальнааха
- Укіт-Кан-Лек-Ток' — ахав Ек-Баламу
- Сійах-Чан-Ак — ахав Сіаан К'аану
- Очк'ін-Калоомте'-Ах-О'-Баак — ахав Мачакіли
- Чунса Йо'к — ахав Сакулеу
- Тахаль-Чан-Ак — ахав Йак-К'ана.

## Післякласичний період
- Ах-Суйток Тутуль-Шив (поч. XI ст.) — халач-вінік Ушмаля
- Почек-Іш-Цой — халач-вінік Чичен-Іци
- Чан-Токіль (кін. XII ст.) — халач-вінік Ушмаля
- Хунаккеель — халач-вінік і ахав Маяпану
- Каку-Пакаль — халач-вінік Маяпану
- Ах-Шупан Тутуль-Шив (сер. XV ст.) — халач-вінік Ушмаля
- Текун Уман — ахав царства Гумарках
- Начі Коком (сер. XVI ст.) — ахав Сотути